# 小行星9150
小行星9150（英語：9150 Zavolokin）是一颗围绕太阳公转的小行星。1978年9月27日，柳德米拉·切爾尼赫在纳昂切尼奇发现了此天体。
这颗小行星的绝对星等为274.1985592543425等。